# Dennis McGee
Dennis (Denus) McGee (né le 26 janvier 1893 à Eunice,  Louisiane -  3 octobre 1989) était l'un des premiers musiciens les plus réputés de musique cadienne.

## Style musical
Joueur de violon, il a enregistré avec Amédé Ardoin  (accordéoniste et chanteur), Angelas LeJeune (accordéoniste), et avec les violonistes Sady Courville et Ernest Frugé. 
Le répertoire de McGee a inclus non seulement la valse, le two step, le one-step, la polka, la mazurka, le reel, le cotillon, la varsovienne.
Dans les années 1970 et 80, McGee continue de jouer avec Sady Courville dans les  festivals et les concerts et à enregistrer pour différentes maisons de disques aux États-Unis et en France.

## Discographie
- Chere Mama Creole (My Sweet Creole Mama, Vocalion 5319)
- Madame Young, Give Me Your Sweetest (aka Colinda, Vocalion 5319)
- Courville and McGee Waltz (Vocalion 5315)
- Happy Two Step (Vocalion 5315)
- Jeunes Gens Compagnard (Jeune Gens de la Campagne, Vocalion 15848)
- Adieu Rosa (Vocalion 15840)